# Poa chamaeclinos
Poa chamaeclinos är en gräsart som beskrevs av Pilg.. Poa chamaeclinos ingår i släktet gröen, och familjen gräs. Inga underarter finns listade i Catalogue of Life.